# Jean-Michel Damase
Jean-Michel Damase est un pianiste et compositeur français, né le 27 janvier 1928 à Bordeaux et mort le 21 avril 2013 dans le 16ème arrondissement de Paris. Il a obtenu pour l'ensemble de son œuvre le Grand prix musical de la SACD et le Grand prix de la ville de Paris.

## Biographie
Fils de la harpiste Micheline Kahn (créatrice d'œuvres de Gabriel Fauré et Maurice Ravel), Jean-Michel Damase  grandit dans un milieu musical.
Élève d'Alfred Cortot, il intègre le Conservatoire national supérieur de musique de Paris dont il sort diplômé, avec un premier prix de piano à l'unanimité, à l'âge de quinze ans. Commence alors pour lui une carrière de concertiste, en particulier avec les concerts Colonne, la Société des concerts du Conservatoire et l'Orchestre radio-symphonique. Il se produit notamment avec Pierre Barbizet, Lily Laskine et Jean-Pierre Rampal.
Il obtient le prix de Rome en 1947, puis reçoit le Grand Prix de la SACD pour la première intégrale des Nocturnes et Barcarolles de Fauré en 1960 ainsi que le Grand Prix de la Ville de Paris,.
Il est enterré auprès de sa mère au cimetière de Valmondois (Val-d'Oise).

## Œuvres
Une partie des partitions des œuvres de Jean-Michel Damase est éditée par les éditions Billaudot.

### Opéras
- Colombe, « comédie lyrique » en quatre actes et six tableaux, livret de Jean Anouilh d'après sa pièce, créée le 5 mai 1961 à l'Opéra de Bordeaux avec Maria Murano, dans une mise en scène de Roger Lalande, décors et des costumes de Jean-Denis Malclès ;
- La Tendre Éléonore, opéra-bouffe en un acte, livret de Luis Masson, créé le 18 janvier 1962 à l'Opéra de Marseille ;
- Eugène le mystérieux, comédie musicale à grand spectacle en deux actes et vingt tableaux, livret de Marcel Achard d'après Eugène Sue, créé le 7 février 1964 au théâtre du Châtelet ;
- Madame de…, « roman musical » en deux actes, livret de Jean Anouilh d'après Louise de Vilmorin, créée le 26 avril 1970 à l'Opéra de Monte-Carlo avec Suzanne Sarroca dans une mise en scène d'André Barsacq ;
- Eurydice, « comédie lyrique » en trois actes, livret de Jean Anouilh d'après sa pièce, créé en 1971 dans le cadre du Festival de mai de Bordeaux puis repris le 26 mai 1972 à l'Opéra de Bordeaux ;
- L'Héritière, opéra en quatre actes, livret de Louis Ducreux d'après la pièce The Heiress de Ruth et Augustus Goetz, elle-même inspirée du roman de Henry James, Washington Square, créé le 13 mars 1974 à l'Opéra de Nancy.
- L'Escarpolette, fantaisie lyrique en 1 acte pour solistes et orchestre, livret de Richard Caron et Paul Fournel, création filmée à Bordeaux pour la télévision française en 1981.

### Ballets
- La Croqueuse de diamants, (1950), chorégraphie de Roland Petit, créé le 25 septembre 1950 au théâtre Marigny ;
- Piège de lumière, (1952), chorégraphie de John Taras pour le Grand Ballet du Marquis de Cuevas, créé le 23 décembre 1952 au théâtre de l'Empire ;
- La Noce foraine, (1961), créé à l'Opéra de Marseille.

### Œuvres symphoniques
- 3 Interludes, (1948)
- Rhapsodie pour hautbois et orchestre, (1948)
- Concerto pour piano no 1, (1950)
- Concertino pour harpe et orchestre à cordes, (1951)
- 3 Chorals, pour orchestre à cordes, (1953)
- Divertimento, (1954)
- Symphonie, (festival de Strasbourg le 4 juin 1954, dirigée par Charles Münch)
- Concerto pour violon, (1955, créé à Paris le 22 décembre 1956)
- Sérénade, pour flûte et orchestre à cordes, (1956)
- Rhapsodie de printemps, pour piano et orchestre, (1957)
- Concerto pour piano no 2, (1962, créé à Paris le 6 février 1963)
- Une lettre de Charles Baudelaire (1964) pour chant et orchestre
- Variations sur un thème de Rameau, pour clavecin et orchestre de chambre, (1966)
- Concerto pour harpe, (1969)
- Double Concerto pour harpe et orchestre à cordes, (1974)
- Ballade, pour guitare et cordes, (1975)
- Et la belle se réveilla... Cantate sur un poème de Paul Arosa (1er Grand Prix de Rome 1947)

#### Orchestre à cordes
- Sarabande pour orchestre à cordes Op 12
- Trois chorals pour orchestre à cordes

### Musique de chambre
- Aria pour violoncelle et piano
- Trio pour deux flûtes et piano
- Quatuor pour vents (flûte, hautbois, et clarinette) et piano
- Quatre sonates pour flûte et harpe
- Sonatine pour deux harpes
- Vacances pour saxophone et piano
- Matinale pour violon et piano
- Pavane variée pour cor et piano
- Quintette pour flûte, harpe, et trio à cordes (1947)
- Rhapsodie, pour hautbois et piano (1948)
- Trio pour flûte, harpe et violoncelle (1949)
- Dix-sept variations pour quintette à vent, op. 22 (1951)
- Trio pour flûte, hautbois et piano (1961)
- Sonatine pour harpe et piano (1965)
- Sonate pour flûte et harpe (1965)
- Trois Trios pour flûte, violoncelle, et harpe (1965)
- Quatuor pour piano et cordes (1967)
- Basson junior, pour piano et basson (1985)

### Musique vocale
- Trois mélodies sur des poèmes de Charles d'Orléans
- No exit, six mélodies sur des poèmes de Paul Gilson

### Musique pour le piano
- Introduction et allegro pour piano, (1992)
- Sonate pour piano (1953)
- Sonatine pour piano (1991)
- Thème et variations pour piano, (1956)
- Huit études pour piano, (1977)
- Apparition pour piano, (1968)
- Mouvement perpétuel

### Musique pour l'accordéon de concert
- Mazurka cassée pour accordéon de concert, (1973)

### Musique pour la harpe
- Sicilienne variée, (1966)

## Filmographie

### Cinéma
- 1953 : Le Père de Mademoiselle de Marcel L'Herbier
- 1953 : Le Métier de danseur de Jacques Baratier (court métrage)
- 1955 : Bruges la belle de Georges Million (court métrage)
- 1957 : Route des cimes de Jean-Jacques Languepin (court métrage)
- 1958 : Auditorium de Michel Drach (court métrage)
- 1959 : Caravelle de Jean-Jacques Languepin (court métrage)
- 1962 : Le Verdict de Peter Glenville
- 1964 : Le Mime Marcel Marceau de Dominique Delouche et Christian Gaudin (documentaire)
- 1968 : Adolphe ou l'Âge tendre de Bernard Toublanc-Michel

### Télévision
- 1957 : L'École des vedettes (émission de télévision) (ballet séquence Divertimento)
- 1964 : La Double Inconstance de Jean-Marie Coldefy (téléfilm)
- 1967 : Pitchi-Poï ou La Parole donnée de François Billetdoux et Guy Casaril (téléfilm)
- 1983 : Bel-Ami de Pierre Cardinal (mini-série télévisée)

## Discographie
Interprète
- Gabriel Fauré, Nocturnes, n° 1 - 3 [écouter en ligne : ACL900 A] et no 4 - 6 [écouter en ligne : ACL900 B] auprès de la bibliothèque nationale de France ;
nocturne no 4 version intégrale ; nocturne n° 6 version intégrale

Compositions en récitals
- Sonate pour flûte et harpe – Jean-Pierre Rampal, flûte ; Lily Laskine, harpe (années 1960, Erato) (OCLC 956266114 et 1116856273)
- Pavane variée pour cor et piano, dans Musique pour cor et piano - Peter Damm, cor, Peter Rösel, piano (1989, Ars Vivendi)
- Sonatine pour deux harpes, dans Récital de harpe, vol. 1, Vera Doulova et N. Shameyeva, harpes (1975, Russian Disc RCD16204) — avec Rameau, Debussy, Salzedo, Zecchi, Mannino, Jolivet.
- Flute panorama, vol. 5, œuvres de Jean Cras, Camille Saint-Saëns, Jacques Ibert et Jean-Michel Damase. Frédéric Chatoux, flûte ; Benoit Wery, harpe (2002, Skarbo)
- Trio pour flûte, violoncelle (ou basson) et harpe, dans Musique française pour harpe, flûte et basson, Ensemble Harpeggio (2004, ASV)
- Musique pour flûte, harpe et cordes : Quintettes pour flûte, harpe et trio à cordes, 4 sonates pour flûte et harpe, 3 trios pour flûte, harpe et violoncelle, Variations « Early Morning » pour flûte et harpe (ASV)
- Sonate pour flûte et harpe no 1 (extraits : I et II) – Nadezhda Sergeyeva, harpe ; Enrico Satori, flûte (30 janvier 2015, Moscow Conservatory Records SMC CD0176) — avec Glinka, Spohr, Glière, Fauré, Doppler, Debussy, Connesson, Ibert.

Disques monographiques
- Pièces pour piano – Nicholas Unwin, piano (21-22 juin 2002, Somm) (OCLC 65191471)
- Quatuor pour vents avec piano, Trio pour deux flûtes et piano, Trio pour flûte, hautbois et piano, Gérard Bourgogne, Masako Kudo (flûtes) - Jacques Tys (hautbois) - Arnaud Leroy (clarinette) ; Jean-Michel Damase, piano (2003, Verany PV705041)
- Œuvres pour piano : Dédicace ; Pièces de Concert ; Féeries, 16 Courtes pièces pour piano, op. 38 ; Sonate pour piano, op. 24 ; Pluie ; Au matin –  Mai Yamada, piano (2022, Mollis Records)